# Эссед, Филомена
Филомена Йоханна Мария Эссед (нидерл. Philomena Johanna Maria Essed, род. 1955, Утрехт) — исследовательница проблематики гендерной и критической расовой теорий, профессор в Антиохийском университете, Йеллоу-Спрингс, штат Огайо.

## Биография
Родители Эссед — суринамцы. Её отец Макс Эссед был педиатром. Филомена выросла в Суринаме и Нидерландах. С пятнадцати лет она жила в Неймегене, пока не переехала в 1974 году в Амстердам.
Её старший брат Жерар Эссед стал гинекологом, а с 1986 года профессором Маастрихтского университета.

## Карьера
В 1983 году Эссед сдала докторские экзамены по культурной антропологии в Амстердамском университете, а в 1990 году получила докторскую степень по общественным наукам под руководством Криса Малларда.
Филомена работала в Амстердамском университете с момента получения докторской степени до 2003 года. Она была членом голландской Tijdelijke Expertise Commissie Emancipatie in het Nieuwe Adviesstelsel (Временный экспертный комитет по эмансипации в новой консультативной системе) с 1998 по 2001 год, назначена Министерством социальных дел и занятости Нидерландов. С 2004 по 2016 год она была заместителем члена Нидерландского института прав человека (College voor de Rechten van de Mens). С 2001 по 2005 год она была приглашённым профессором Калифорнийского университета в Ирвайне. В 2005 году она стала профессором Антиохийского университета. Она также занимала гостевые должности в Университете Умео и Йоханнесбургском университете, а с 2008 года работала преподавателем в Летней школе Black Europe. Также Эссед преподаёт программу SANPAD RCI в Южной Африке.

## Everyday Racism
Эссед в первую очередь известна своими книгами «Alledaags racisme» (Всё о расизме, 1984) и «Понимание повседневного расизма: междисциплинарная теория» (1990). Последняя, после её нидерландского перевода в 1991 году (как Inzicht in alledaags racisme), вызвала бурную реакцию в общественных дебатах Нидерландов.

## Признание
Эссед получила звание почётного доктора Университета Претории в 2011 году и Университета Умео в 2015 году.
В 2011 году она стала кавалером Ордена Оранских-Нассау.
В 2017 году ей была вручена премия Black Achievement Award. По инициативе муниципалитета Амстердама она получила награду «Вся жизнь для города 2021».

## Публикации
- Alledaags racisme, 1984
- Understanding Everyday Racism: An Interdisciplinary Theory (Понимание повседневного расизма), диссертация, 1990
- Everyday Racism. Reports From Women of Two Cultures. Hunter House, 1990
- Diversity. Gender, Color and Culture, University of Massachusetts Press, 1996
- Refugees and the Transformation of Societies, с Дэвидом Тео Гольдбергом, 2004
- A Companion to Gender Studies, с Дэвидом Тео Гольдбергом, 2009
- Clones, Fakes and Posthumans: Cultures of Replication, Rodopi/Brill, 2012
- Dutch Racism, с Изабель Ховинг[нидерл.], 2015